# Heidi Mohr
Heidi Mohr (Weinheim, 29 maggio 1967 – Weinheim, 7 febbraio 2019) è stata una calciatrice tedesca.

## Carriera

### Club
Nel 1986 ha iniziato a giocare per il TuS Niederkirchen con cui ha vinto il Campionato tedesco nella stagione 1992-93. Nel 1994 si è trasferita al TuS Ahrbach e nel 1995 al 1. FFC Francoforte con cui vinse il campionato tedesco 1998-99 e la coppa di Germania 1998-99 e 1999-00.

### Nazionale
La prima partita in nazionale di Heidi Mohr è stata Norvegia - Germania finita 0:0 il 19 maggio 1986.                                                                                  Nell'Europeo 1989, in Germania Ovest, affrontò l'Italia (1-1, 4-3 d.c.r) in semifinale e segnò in finale contro la Norvegia (4-1) vincendo.                                                                                                                                             Nel Mondiale 1991, in Cina, segnò 7 gol; 2 contro la Nigeria (4-0), uno contro Taipei cinese (3-0) e un altro contro l'Italia (2-0) nella fase a gironi, uno contro la Danimarca (2-1) ai quarti di finale e uno contro gli Stati Uniti (2-5) in semifinale e poi perse la finale 3º posto arrivando al 4º. Nell'Europeo 1991, in Danimarca, fu la capocannoniere del torneo con 4 gol; 2 contro l'Italia (3-0) in semifinale e altri 2 in finale contro la Norvegia (3-1) diventando campionessa d'Europa per la seconda volta.
Nell'Europeo 1993, in Italia, segnò in semifinale contro l'Italia (1-1, 3-4 d.c.r.), siccome aveva perso in semifinale andò in finale 3º posto, perdendo contro la Danimarca (1-3) arrivando 4º.                                                                                                                                                                                  Nel Mondiale 1995, in Svezia, segnò 3 gol; 2 contro il Brasile (6-1) ai gironi, passandoli, e l'altro gol ai quarti contro l'Inghilterra (3-0), alla fine arrivò seconda passando contro la Cina (1-0) e perdendo in finale contro la Norvegia per 0-2. Nell'Europeo 1995 segnò 2 gol, tutti e due contro l'Inghilterra (6-2) in semifinale, in finale vinse 3-2 contro la Svezia. Nelle Olimpiadi 1996 segnò un gol contro il Giappone (3-2), non passò i gironi.
La sua ultima partita in nazionale fu contro l'Islanda il 29 settembre 1996.

## Morte
Heidi Mohr è morta a Weinheim il 7 febbraio 2019 dopo una lunga battaglia contro il cancro.

## Palmarès

### Club
- Campionato tedesco: 1

TuS Niederkirchen: 1992-1993
1.FFC Francoforte: 1998-1999
- Coppa di Germania: 1

1.FFC Francoforte: DFB-Pokal der Frauen 1998-1999, DFB-Pokal der Frauen 1999-2000

### Nazionale
- Campionato europeo femminile di calcio:

Germania Ovest 1989, Danimarca 1991, Europa 1995

### Individuale
- Scarpa d'oro del campionato europeo: 1

Danimarca 1991 (4 gol)
- Capocanniere del campionato tedesco: 5

1990-1991, 1991-1992, 1992-1993, 1993-1994, 1994-1995
- Inserita nela Hall of Fame del calcio tedesco

2019